# فيكي غاردينر
فيكي غاردينر (بالإنجليزية: Vicki Gardiner)‏ هي كيميائية أسترالية، ولدت في القرن العشرين.